# Большекочинское сельское поселение
Большекочинское сельское поселение — упразднённое муниципальное образование в составе Кочёвского района Пермского края России.
Административный центр — село Большая Коча.

## История
Образовано в 2005 году. Упразднено в 2019 году в связи с преобразованием муниципального района в единый муниципальный округ.

## Население
| 2010 | 2012  | 2013  | 2014 | 2015 | 2016 | 2017 |
| ---- | ----- | ----- | ---- | ---- | ---- | ---- |
| 1070 | ↘1047 | ↘1006 | ↘977 | ↘949 | ↘898 | ↘869 |
| 2018 | 2019  |       |      |      |      |      |
| ↘863 | ↘834  |       |      |      |      |      |

По данным Всероссийской переписи населения 2010 года в Большекочинском сельском поселении проживало 1070 человек.

## Населённые пункты
В состав сельского поселения входили 14 населённых пунктов: 
| №  | Населённый пункт | Тип     | Население |
| -- | ---------------- | ------- | --------- |
| 1  | Абрамовка        | деревня | 20        |
| 2  | Беленьково       | деревня | 13        |
| 3  | Большая Коча     | село    | 538       |
| 4  | Большой Пальник  | деревня | 37        |
| 5  | Борино           | деревня | 155       |
| 6  | Вежайка          | деревня | 4         |
| 7  | Демидовка        | деревня | 5         |
| 8  | Зуево            | деревня | 36        |
| 9  | Мара-Пальник     | деревня | 95        |
| 10 | Маскаль          | деревня | 36        |
| 11 | Ошово            | деревня | 16        |
| 12 | Пузым            | деревня | 4         |
| 13 | Пыстогово        | деревня | 80        |
| 14 | Урья             | деревня | 31        |

### Упразднённые населённые пункты
1 июля 2009 года упразднены деревни Дзельгорт, Куделька и Малый Маскаль